# Igor Jovićević
Igor Jovićević (Zagreb, 30 de noviembre de 1973) es un exfutbolista y entrenador croata que se desempeñaba como delantero. Actualmente está sin club.

## Trayectoria

### Como jugador
Jugó para clubes como el Real Madrid B, NK Zagreb, Yokohama F. Marinos, Guarani, Metz, FK Karpaty Lviv y Shanghai United.

### Como entrenador
En 2010, Jovićević entró a trabajar en la estructura del Karpaty Lviv ucraniano. En la temporada 2012-13, dirigió el equipo sub-21, y en la temporada 2013-14, dirigió el equipo sub-19 del mismo club. Tras el despido de Oleksandr Sevidov en el verano de 2014, fue nombrado entrenador interino del primer equipo, mientras que en 2015, fue nombrado primer entrenador.
El 10 de octubre de 2016, se hizo cargo de NK Celje, al que entrenaría hasta el 19 de junio de 2017 cuando rescindió el contrato.
El 20 de julio de 2017, Jovićević se hizo cargo de Dinamo Zagreb II, mientras que el 1 de julio de 2018 fue nombrado entrenador del Dinamo Zagreb sub-19. Dirigiendo el equipo sub-19, ganó dos ligas croatas, la Copa Juvenil de la FIFA, y dirigió al equipo en la final de la Copa Internacional de la Premier League, que perdieron ante el Bayern de Múnich. También llevó al equipo a los cuartos de final en la UEFA Youth League dos veces.
El 22 de abril de 2020, tras el despido de Nenad Bjelica, Jovićević fue anunciado como primer entrenador del Dinamo Zagreb de la Prva HNL de Croacia. El 6 de julio de 2020, tras la derrota a domicilio por 0-2 ante el Rijeka, Jovićević y el Dinamo llegaron a un acuerdo mutuo sobre la rescisión anticipada de su contrato.
El 22 de septiembre de 2020, tras la destitución de Dmytro Mykhailenko, Jovićević fue anunciado como el nuevo entrenador del Dnipro-1. El 14 de julio de 2022, Jovićević fue anunciado como el nuevo entrenador del Shakhtar Donetsk. En julio de 2023, el club anunció la terminación del contrato de común acuerdo.
El 9 de julio de 2023, fue oficializado como entrenador del Al-Raed.Luego de salvar al equipo del descenso, anunció su salida del club saudí en julio de 2024.
En septiembre de 2024, asumió al frente del Ludogorets Razgrad. Después de conseguir el doblete en el tiempo que estuvo a cargo del equipo, el club anunció su salida del cargo tras la finalización de la temporada.

## Clubes

### Como jugador
| Club                | País    | Año       |
| ------------------- | ------- | --------- |
| Real Madrid B       | España  | 1991-1995 |
| NK Zagreb           | Croacia | 1996-1999 |
| Yokohama F. Marinos | Japón   | 1999      |
| Guarani             | Brasil  | 2000      |
| NK Zagreb           | Croacia | 2000-2001 |
| FC Metz             | Francia | 2001-2002 |
| Shenyang Dongjin    | China   | 2002      |
| FK Karpaty Lviv     | Ucrania | 2003      |
| Shanghai United     | China   | 2004      |

### Como entrenador
| Club                      | País           | Año       |
| ------------------------- | -------------- | --------- |
| FK Karpaty Lviv           | Ucrania        | 2015-2016 |
| NK Celje                  | Eslovenia      | 2016-2017 |
| Dinamo de Zagreb II       | Croacia        | 2017-2020 |
| Dinamo de Zagreb (sub-19) | Croacia        | 2018-2020 |
| Dinamo de Zagreb          | Croacia        | 2020-2022 |
| Shakhtar Donetsk          | Ucrania        | 2022-2023 |
| Al-Raed                   | Arabia Saudita | 2023-2024 |
| Ludogorets Razgrad        | Bulgaria       | 2024-2025 |

## Curiosidades
Si bien era habitual que jugase en los partidos amistosos del Real Madrid, nunca llegó a debutar en el equipo debido a una cláusula por la que el equipo madrileño tendría que pagar más dinero por el jugador y hacerle un nuevo contrato.

## Palmarés

### Como entrenador

#### Campeonatos nacionales
| Título                   | Club               | País     | Año     |
| ------------------------ | ------------------ | -------- | ------- |
| Liga Premier de Ucrania  | Shakhtar Donetsk   | Ucrania  | 2022-23 |
| Supercopa de Bulgaria    | Ludogorets Razgrad | Bulgaria | 2024    |
| Primera Liga de Bulgaria | Ludogorets Razgrad | Bulgaria | 2024-25 |
| Copa de Bulgaria         | Ludogorets Razgrad | Bulgaria | 2024-25 |